# Salomón Torres
Salomón Torres Ramírez (San Pedro de Macorís, 11 de marzo de 1972) es un exlanzador dominicano que jugó en las Grandes Ligas de Béisbol. Comenzó su carrera en 1993 con los Gigantes de San Francisco, y también jugó para los Marineros de Seattle, Expos de Montreal, Piratas de Pittsburgh, y Cerveceros de Milwaukee.

## Carrera

### San Francisco Giants
El primer partido pichado por Salomón Torres en las Grandes Ligas, fue con los Gigantes de San Francisco en el 1993, obteniendo su victoria en ese primer partido el 29 de agosto de 1993. Desde su aparición compararon a Salomón Torres con el Grandioso Pitcher de Grandes Ligas Dominicano y miembro del Salón de la Fama del Baseball: Juan Marichal, por la manera en que levanta su pie derecho como lo hacía el Gran Pitcher Juan Marichal. Salomón Torres llegó a ser muy querido por muchos fanáticos de San Francisco, quienes hacían filas para obtener su autógrafo, hasta que tuvo un impas en su último partido en la temporada de 1993.
Torres es conocido par haber comenzado el último partido de la temporada 1993 con los Gigantes de San Francisco, cuando permitió tres carreras en tres entradas y un tercio a los archirrivales Dodgers de Los Ángeles. Los Gigantes, ganadores de 103 juegos esa temporada, terminaron en segundo lugar detrás de las 104 victorias de los Bravos de Atlanta, en ese momento en la División Oeste de la Liga Nacional. A pesar de que entonces estaba en su primer mes como un grandes ligas, algunos aficionados de los Gigantes culparon a Torres de arruinar una temporada prometedora y al parecer nunca se lo perdonaron, hasta seguía siendo abucheado cuando regresaba a San Francisco como un jugador del equipo contrario. Torres dijo: «Ellos vienen al estadio y pagan mi sueldo, así que tienen el derecho de abuchearme. Si eso va a hacer que se sientan mejor y reparar lo que sucedió en 1993, OK. Pero es tiempo de seguir adelante….no creo que fuera tratado de manera justa por parte de algunos de mis compañeros de equipo. Y todavía siento que no estoy siendo tratado justamente por los fans».

### Seattle Mariners, Montreal Expos y primer retiro
Los Gigantes canjearon a Torres de los Marineros de Seattle a mediados de 1995 por Shawn Estes y Wilson Delgado. Después de dos años con los Marineros, fue reclamado desde waivers por los Expos de Montreal a mediados de 1997. Después de terminar la temporada de 1997 con una efectividad de 9.82, Torres se retiró y regresó a la República Dominicana como entrenador del equipo de los Expos en la Dominican Summer League.
Pese algunos tropiezos en su carrera, Salomón Torres estuvo en la lista de los «Seasons in Top 25 of Major Categories» durante varios años: Top 25 Principales Categorías Ligas Mayores de Baseball.
Salvados: En el 2006 18.º lugar. En el 2007 18.º lugar. En el 2008 9.º lugar.
Juegos completos: En el 1994 21.º lugar.
Blanqueadas: En el 1996 6.º lugar.
Apariciones, juegos: En el 2004 84 apariciones, 6.º lugar. En el 2005 78 apariciones, 4.º lugar. En el 2006 94 apariciones, 1.er lugar de la Liga Nacional.

### Regreso: Pittsburgh Pirates
En 2001, Torres decidió hacer una reaparición, y pasó el año jugando en la liga invernal dominicana y en Corea. Firmó con los Piratas de Pittsburgh en enero de 2002, pasando la mayor parte del año con el equipo Triple-A Nashville Sounds antes de ser llamado a Grandes Ligas en septiembre. Dividió la temporada de 2003 entre abridor y relevista antes de moverlo al bullpen por tiempo completo en 2004. Durante un juego de abril de 2003 para los Piratas, Torres golpeó a Sammy Sosa en la cabeza con una bola rápida que destrozó su casco.
Se desempeñó como relevista de los Piratas en 2006, antes de que el cerrador Mike González estuviera lesionado. Ese año, sus 94 apariciones lideraron las ligas mayores y empató el récord de los Piratas impuesto por Kent Tekulve. González fue cambiado a los Bravos de Atlanta antes del inicio de la temporada 2007, haciendo que Torres obtenga el puesto de cerrador durante toda la temporada 2007. Tras malograr cuatro salvamentos para los Piratas, fue degradado del rol de cerrador y reemplazado por Matt Capps.

### Milwaukee Brewers
Torres fue canjeado a los Cerveceros de Milwaukee el 7 de diciembre de 2007, por Kevin Roberts y Marino Salas. Después de comenzar la temporada 2008 como relevista, Torres fue trasladado al papel de cerrador, cuando Éric Gagné fue puesto en la lista de lesionados, puesto que Torres mantuvo durante el resto del año. El 18 de septiembre, Torres arruinó el séptimo y más importante salvamento de la temporada contra los Cachorros de Chicago permitiendo cuatro carreras con dos outs y nadie en base en la parte inferior de la novena entrada. Sin embargo, Torres se esforzó hasta el final de la temporada. Tuvo una efectividad por encima de 6.00 en el mes de septiembre.
Su temporada, aunque fue relativamente sólida: 28 salvamentos en 35 turnos, 51 ponches en 80 entradas trabajadas, una efectividad de 3.41, y un récord de 7-5. Durante su tiempo en Milwaukee, introdujo un nuevo lanzamiento ponchador en el que deja caer la entrega hacia un lado del brazo.
A mediados de la temporada 2008, Torres declaró en una entrevista que no estaba seguro sobre su futuro en el béisbol, lo que podría indicar que el 2008 sería, de hecho, su última temporada. El 11 de noviembre, Torres reveló al gerente general de los Cerveceros Doug Melvin que se retiraba del béisbol.

## Liga dominicana
En la Liga Dominicana jugó para el Licey durante seis años y terminó con récord de 8 victorias, 10 derrotas, 3.74 de efectividad, en 146.2 entradas, permitió 134 hits, entregó 61 bases por bolas y ponchó 110 bateadores.

## Vida personal
Torres es testigo de Jehová.
Está casado con Belkis Denia Donato y tiene dos hijas y un hijo: Ashley nacida en el año 2001, Allison nacida en 2003 y Jordan, nacido en 2007.
Salomón tiene una academia de béisbol llamada Baseball Towers, donde realiza diferentes torneos y entrena jóvenes dominicanos y futuros prospectos.
Salomón Torres ha construido tres Complejos de Baseball en su ciudad natal San Pedro de Macorís (República Dominicana): Towers Complex #1(2006), Towers Complex #2(2007) y Towers Complex #3(2009). En dichos complejos están ubicadas las Academias de los Equipos de Grandes Ligas de los Bravos de Atlanta, Cerveceros de Milwaukee y Tigueres de Detroit, quienes actualmente tienen contrato de alojamiento y servicios por varios años.